# 带荚蛏
带荚蛏（学名：Siliqua fasciata）是貧齒蛤目刀蛏科荚蛏属的一种。

## 分佈及棲息地
主要分布于中国大陆、台湾，常栖息在潮下带。

## 外部連結
- 維基物種上的相關：带荚蛏